# Grodzisko Barbara
Grodzisko Barbara – wczesnośredniowieczne grodzisko, pochodzące z okresu formowania się państwa polskiego (X wiek), położone między jeziorami Gorzuchowskim i Kłeckim przy drodze Gniezno - Wągrowiec. Jest to tzw. grodzisko  pierścieniowe, dolinne, o kształcie owalnym i zachowanych wymiarach około 40 x 35 m. 

## Opis
Gród otoczony był wałem obronnym o konstrukcji rusztowej z budynkiem bramnym. Wewnątrz obiektu, wzdłuż wałów biegła okrężna ulica, wzdłuż ulic poprzecznych znajdowała się natomiast gęsta zabudowa mieszkalna. Od strony południowej do grodu przylegało podgrodzie. Gród posiadał bardzo dobre położenie strategiczne; powstał na terenach podmokłych w pobliżu rzeki Małej Wełny, przy ważnym trakcie wiodącym na Pomorze, a jednocześnie w centrum znacznego skupiska osadniczego z okresu wczesnego średniowiecza. Grodzisko przeżywało swój największy rozkwit w 2 poł. X w. za czasów Mieszka I, stanowiąc jeden z istotnych punktów w systemie obronnym i administracyjnym państwa wczesnopiastowskiego. O znaczeniu grodziska świadczy fakt posiadania podgrodzia (być może nawet dwóch), a także osad służebnych (m.in. Wilkowyja, Świniary, Łagiewniki). Prowadzone badania zmierzają do ustalenia czy kłeckie grodzisko nie odgrywało w państwie Piastów istotniejszej roli niż dotychczas przypuszczano tj. czy nie był to gród rangi Grzybowa lub Giecza. W XIII w. zbudowano na terenie dawnego grodziska niewielki zamek, zniszczony w XIV w. podczas najazdu krzyżaków. Na terenie zniszczonego grodu powstał w XVII wieku - nieistniejący już dzisiaj - drewniany kościół pw. św. Barbary, od którego pochodzi dzisiejsza nazwa - Grodzisko Barbara. 

## Badania archeologiczne
Do przypadkowego odkrycia drewnianych i kamiennych konstrukcji doszło w tym miejscu w 1937 roku, w czasie budowy boiska sportowego. Wstępne badania archeologiczne z ramienia Uniwersytetu Poznańskiego przeprowadził na terenie grodziska Witold Hensel, wówczas młody asystent profesora Józefa Kostrzewskiego. W 2012 roku przeprowadzono nowe, ograniczone powierzchniowo badania archeologiczne grodziska pod kierunkiem Tomasza Janiaka z Muzeum Początków Państwa Polskiego w Gnieźnie. Dzięki tym badaniom wiadomo, że grodzisko miało wyraźną, starszą fazę, o której dotąd nie wiedziano, datowaną wstępnie na przełom IX i X w.

## Galeria
Zdjęcia przedstawiające pozostałości grodziska odkryte podczas wykopalisk z 1937 roku

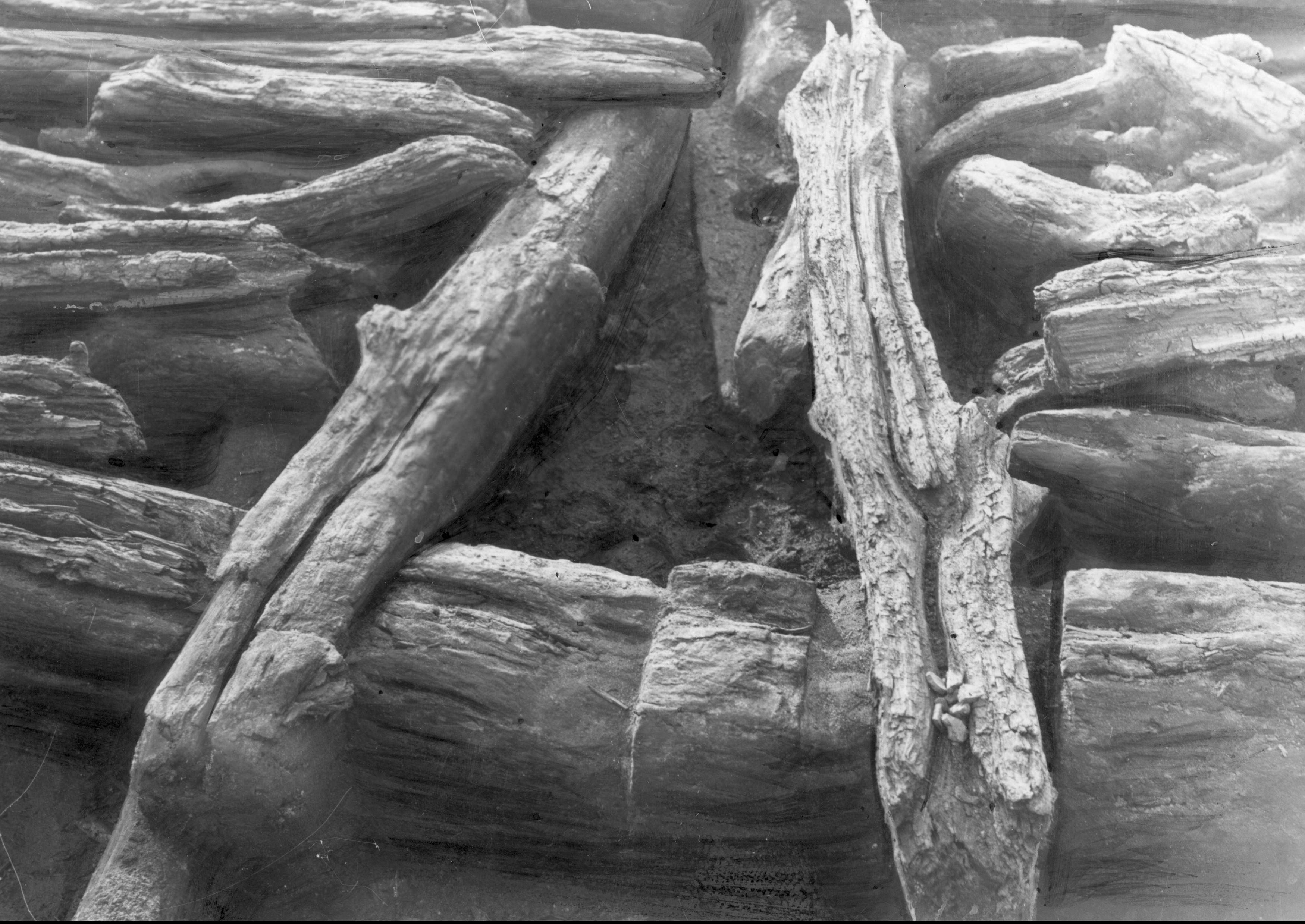
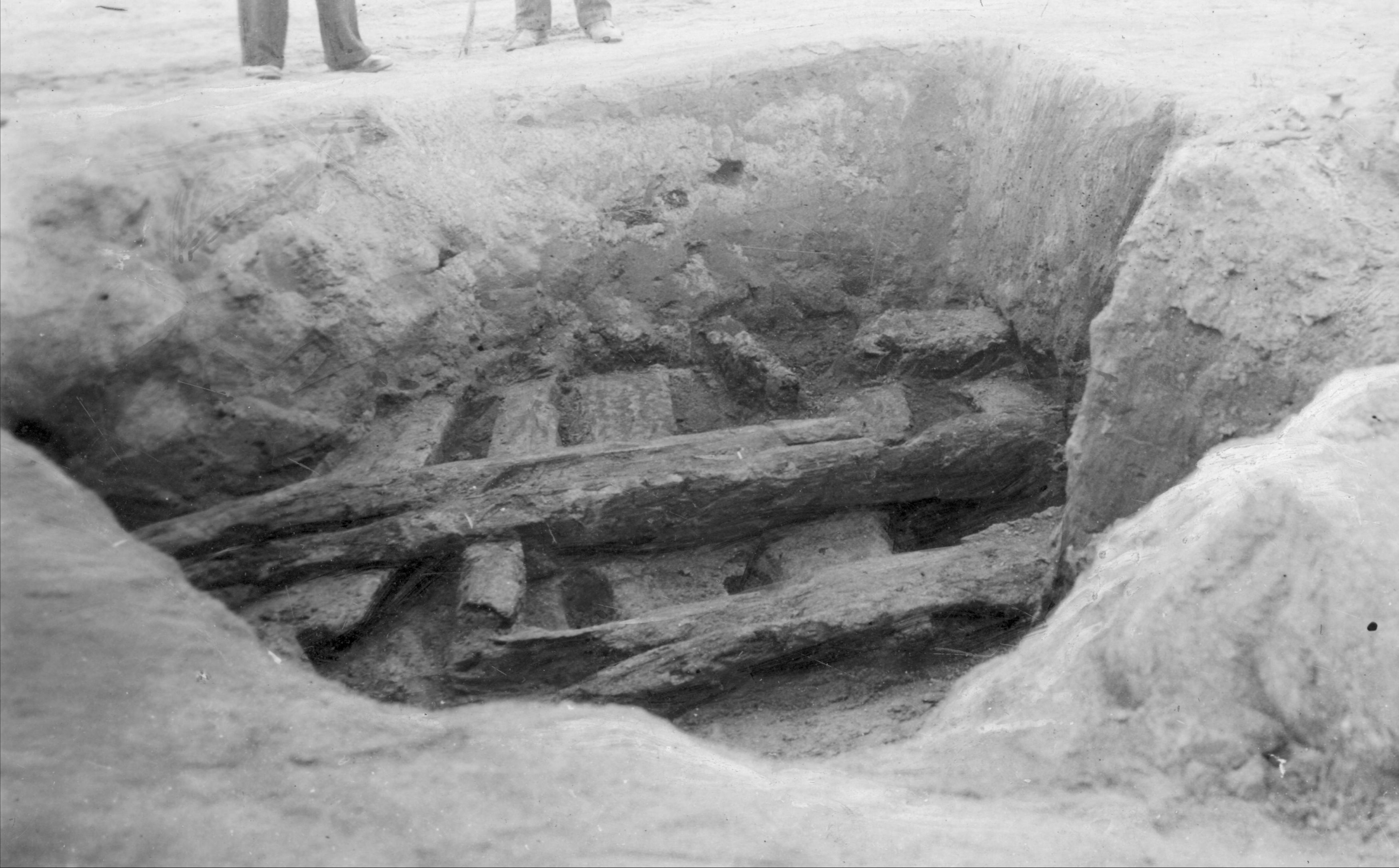
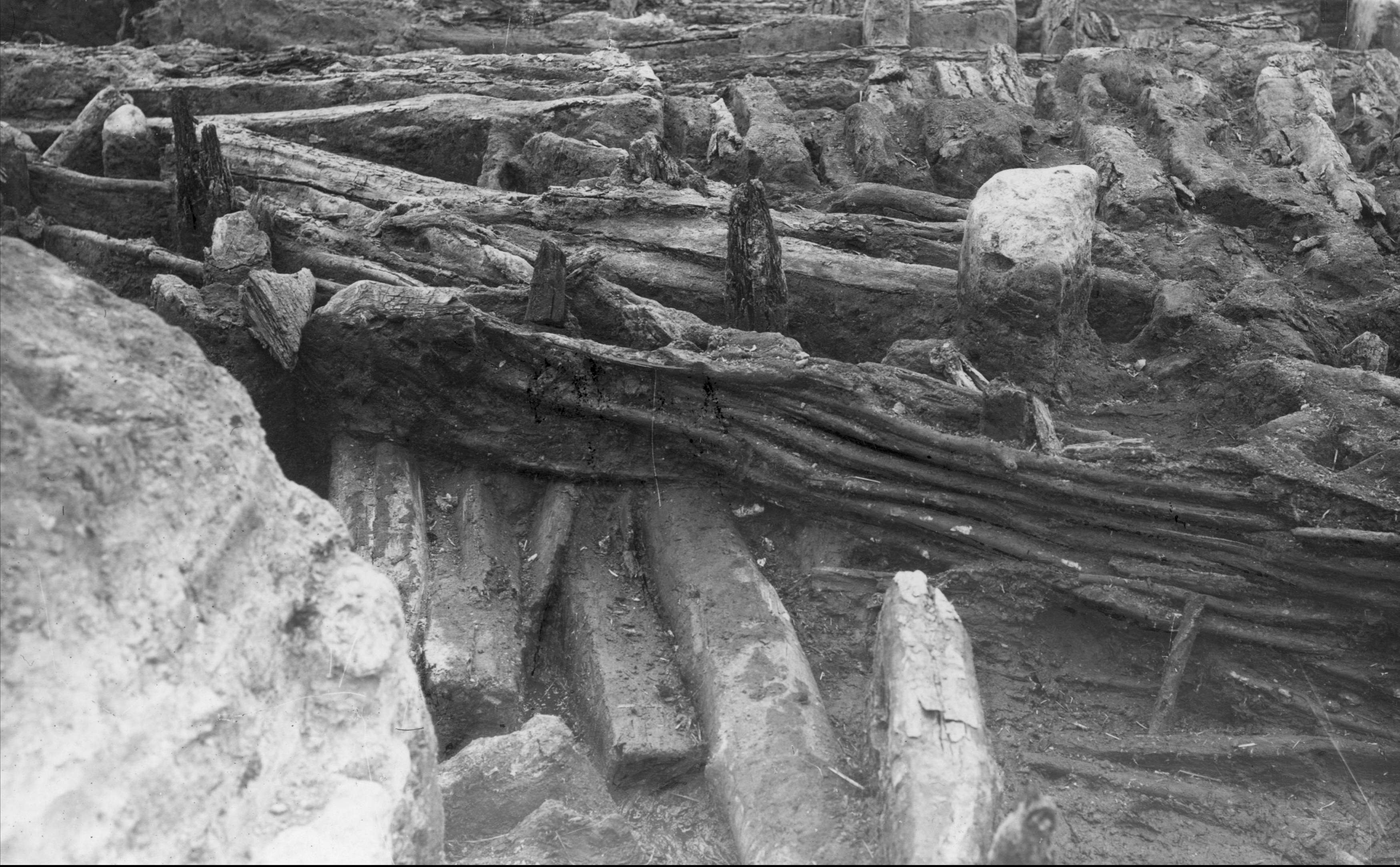
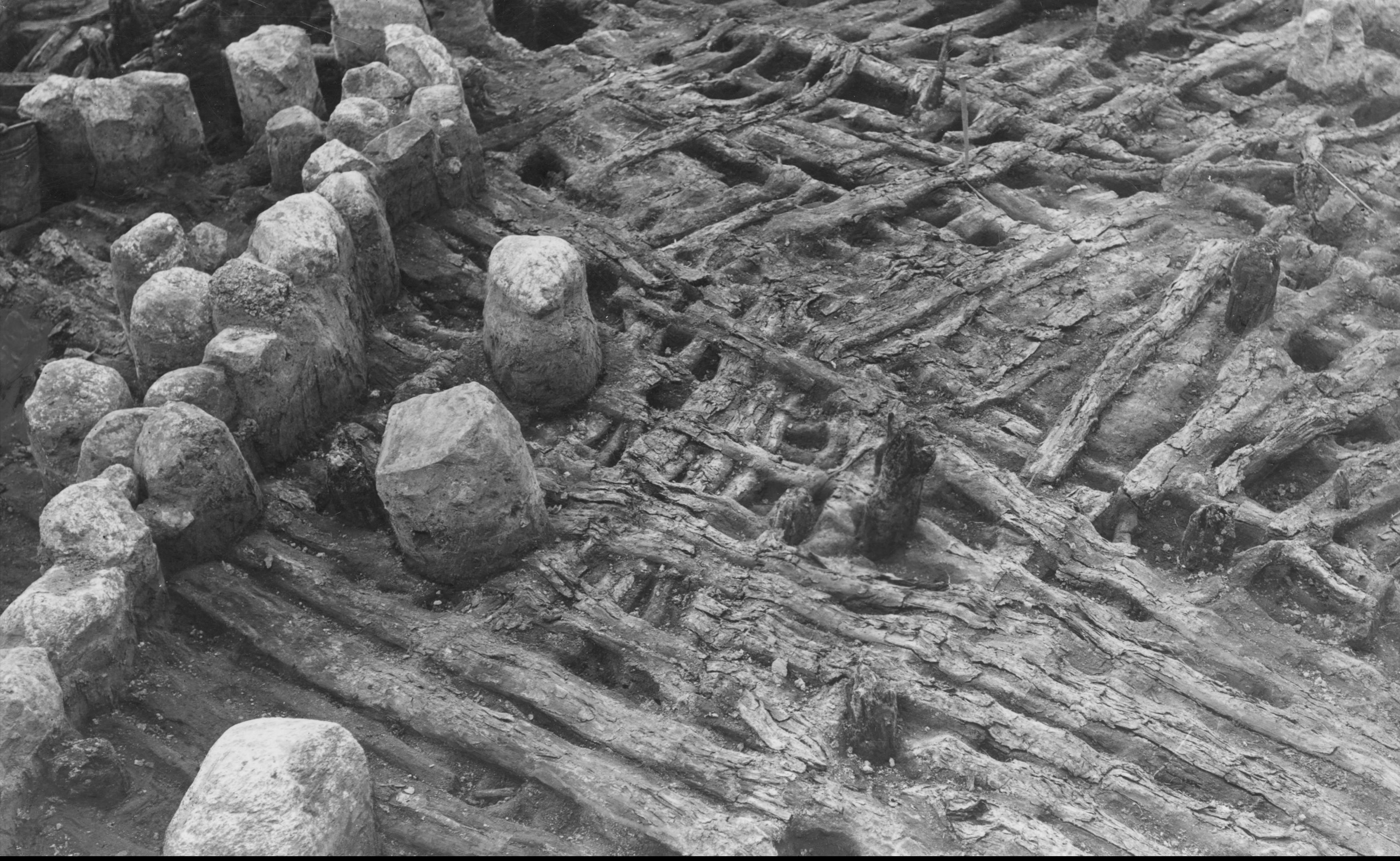
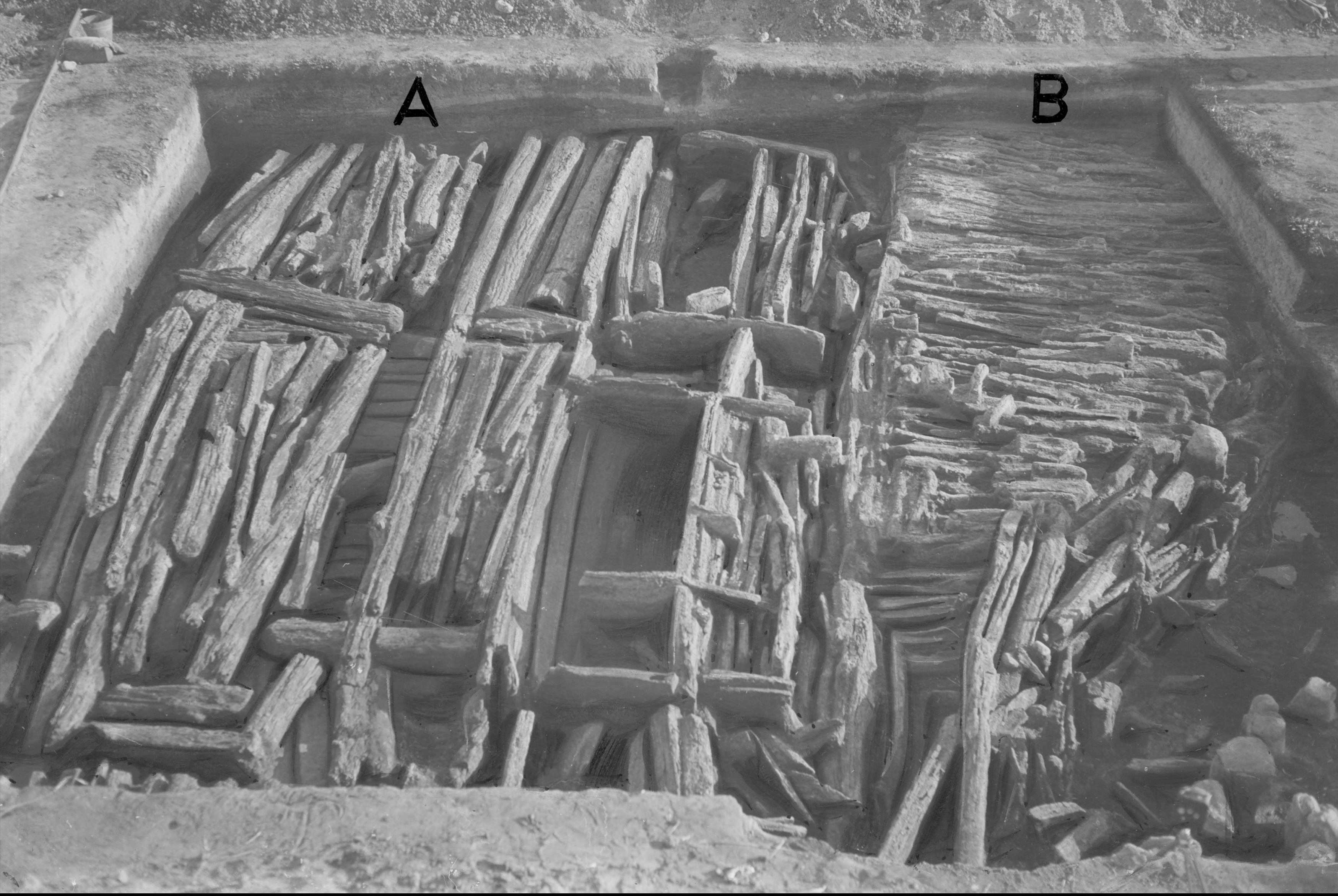
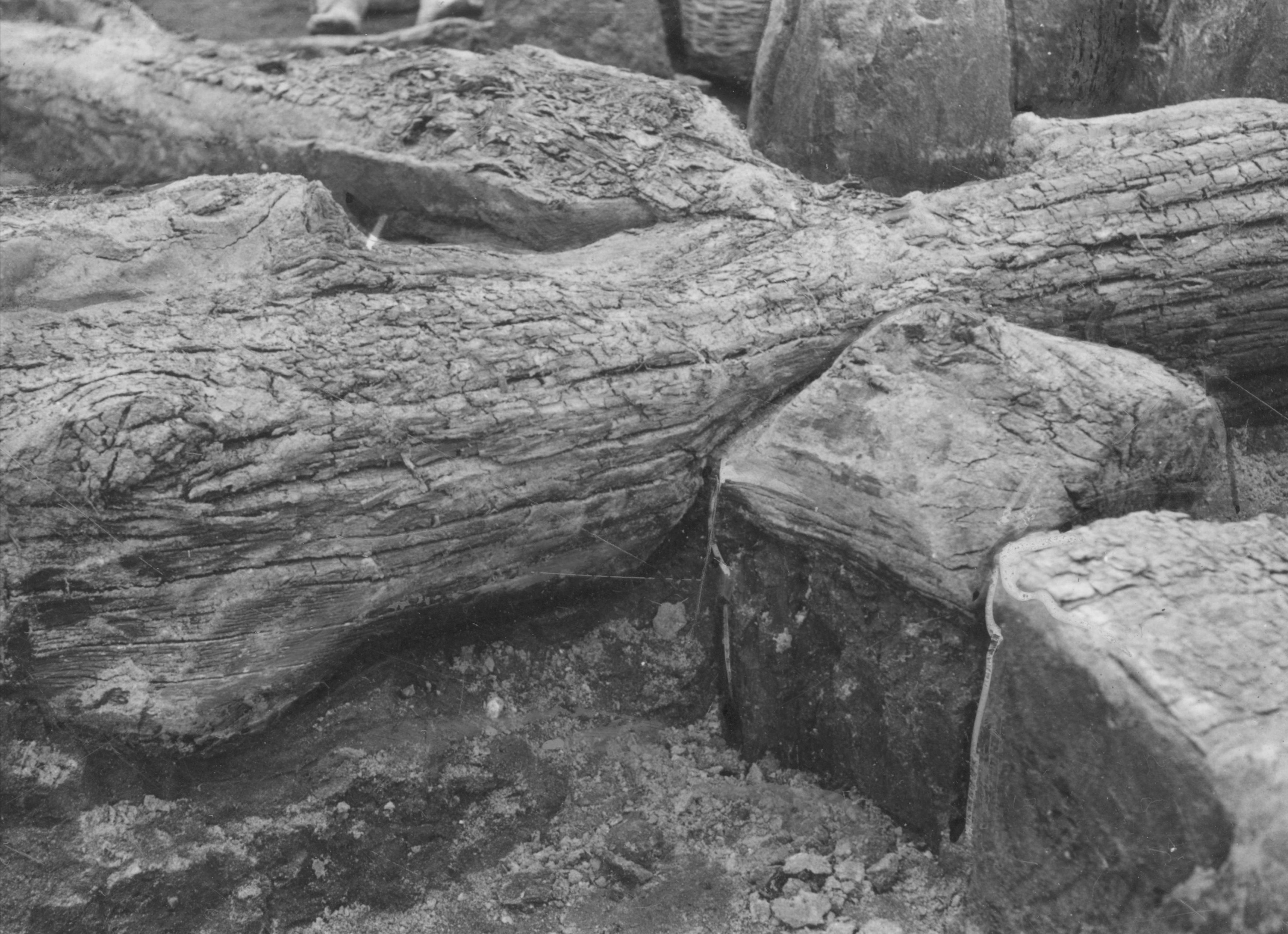

## Oś czasu
X wiek – powstanie kłeckiego grodziska
XIII wiek – na terenie dawnego grodziska powstaje niewielki zamek
1308 r. – oblężenie zamku przez wojska Bibersteina
1331 r. – kłeckie grodzisko zostaje złupione i spalone przez wojska krzyżackie
1616 r. – na terenie dawnego grodziska powstaje niewielki, drewniany kościół p. w. św. Barbary
1788 r. – rozbiórka kościoła
do 1852 r. – w obrębie grodziska funkcjonuje cmentarz katolicki
XIX w. – powstaje droga w kierunku Wągrowca, przecinająca obszar grodziska
1937 r. – prace niwelacyjne, odkrycie grodziska, pierwsze badania archeologiczne
1939 - 1941 r. – częściowe zniszczenie grodziska przez okupanta niemieckiego
2012 r. – współczesne prace archeologiczne

## Stan obecny
Obecnie grodzisko jest zniszczone i porośnięte krzewami. Dobrze widoczne do dziś są nadal pozostałości nasypu wału obronnego dochodzące do 3 metrów wysokości.